# Psaliodes brachiata
Psaliodes brachiata là một loài bướm đêm trong họ Geometridae.